# 1309 Hyperborea
Az 1309 Hyperborea (ideiglenes jelöléssel 1931 TO) egy kisbolygó a Naprendszerben. Grigorij Neujmin fedezte fel 1931. október 11-én.